# Cidade-Herói

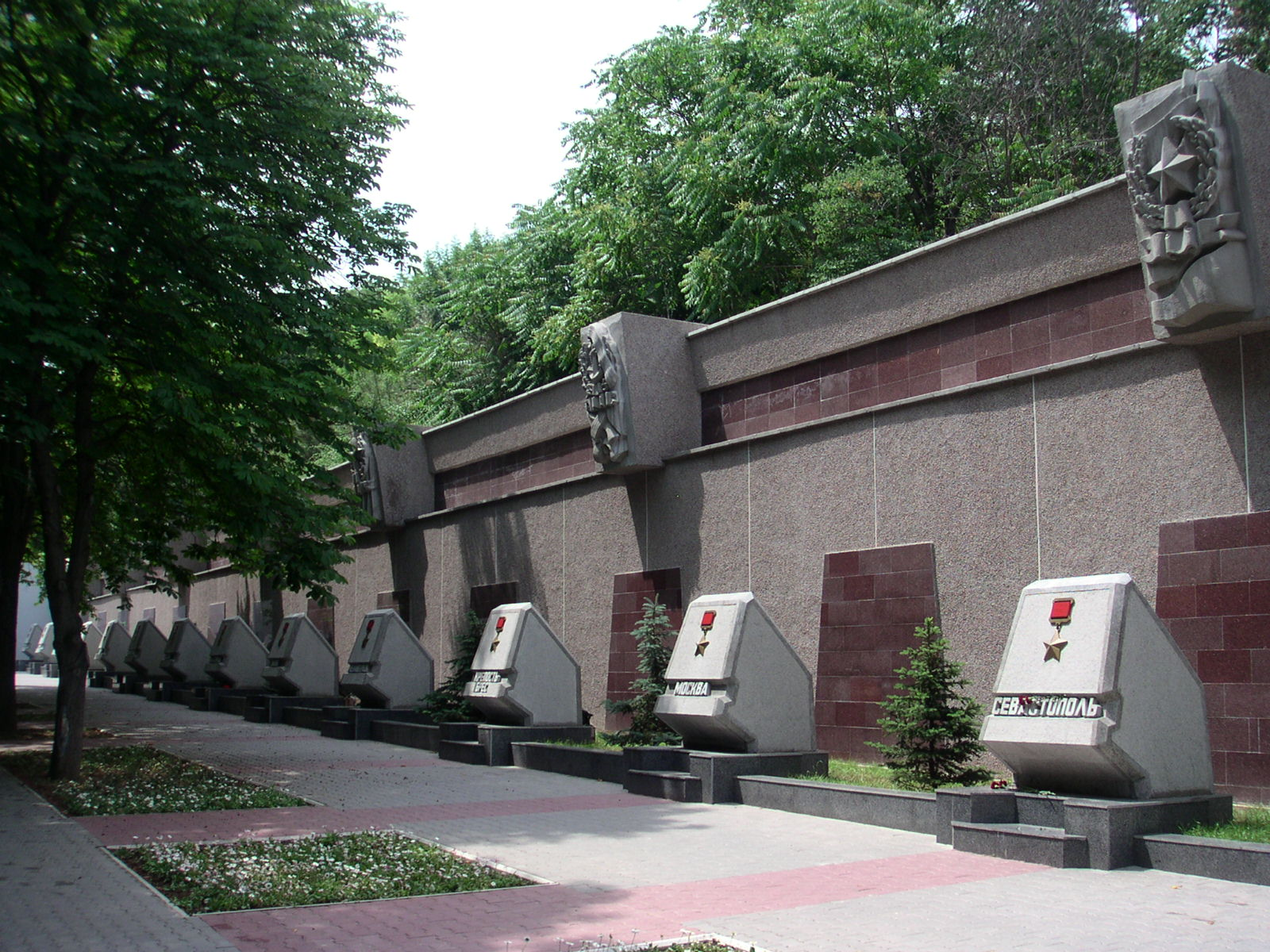
Monumento às Cidades-Herói em Sebastopol.

Cidade-Herói (em russo: Го́род-геро́й; romaniz.: Gorod-geroy; em bielorrusso: Горад-Герой; romaniz.: Horad-Hieroj; em ucraniano: Місто-герой; romaniz.: Misto-heroy) foi um título honorário e o mais alto grau de distinção concedido a doze cidades da União Soviética que se destacaram por sua heroica defesa durante a Grande Guerra Patriótica (nome pelo qual a Frente Oriental da Segunda Guerra Mundial é conhecida na maioria dos países da antiga União Soviética).
De acordo com o estatuto, à Cidade-Herói era concedida a Ordem de Lenin, a medalha Estrela Dourada e um certificado do feito heroico (gramota) emitido pelo Presidium do Soviete Supremo da URSS. Também era instalado um obelisco correspondente na cidade. As doze cidades contempladas estão localizadas atualmente na Bielorrússia (1 cidade), Rússia (7 cidades) e Ucrânia (4 cidades).

## História
O uso do termo "cidade-herói" foi visto pela primeira vez no jornal oficial Pravda no início de 1942 e sua primeira utilização oficial ocorreu em 1 de maio de 1945, quando Josef Stalin publicou sua Ordem do Supremo Comando nº 20, ordenando disparos de canhão em saudação às cidades-herói de Leningrado, Stalingrado, Sebastopol e Odessa. Esses quatro foram os primeiros oficialmente chamados de cidades-herói nessa ordem do comandante supremo de 1 de maio de 1945. Kiev foi chamada cidade-herói no decreto do Presidium do Soviete Supremo da URSS de 21 de junho de 1961 “Sobre o estabelecimento da Medalha 'Pela Defesa de Kiev'”. Em 22 de junho de 1961, no vigésimo aniversário do início da Grande Guerra Patriótica, o termo cidade-herói foi aplicado a Kiev, na Ucrânia, em uma proclamação oficial (ukaz) que também outorgou à cidade a Ordem de Lenin. 

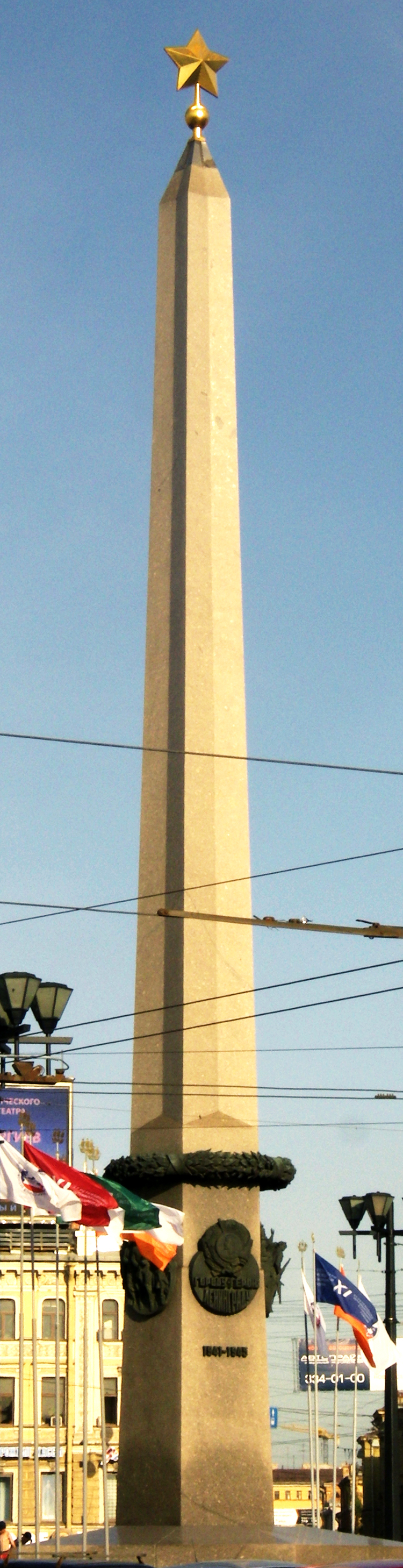
Obelisco "Cidade Heroica de Leningrado" na Praça Vosstaniya, São Petersburgo

O estatuto sobre o título honorário "Cidade-Herói" foi aprovado posteriormente, em 8 de maio de 1965, por decreto do Presidium do Soviete Supremo da URSS. Nesse mesmo dia, foram emitidos sete decretos, segundo os quais Leningrado e Kiev recebiam a medalha "Estrela Dourada" (Leningrado foi condecorada com a Ordem de Lenin em 26 de janeiro de 1945, e Kiev em 21 de junho de 1961.), Volgogrado (antiga Stalingrado), Sebastopol e Odessa recebiam a medalha "Estrela Dourada" e a Ordem de Lenin, e Moscou e a Fortaleza de Brest recebiam pela primeira vez os títulos de "Cidade-Herói" e "Fortaleza-Herói", respectivamente, com a entrega da medalha "Estrela Dourada" e da Ordem de Lenin. Em 18 de julho de 1980, a formulação do regulamento foi alterada, passando a definir o título não mais como uma honra, mas como o mais alto grau de distinção, o título de "Cidade-Herói".
No estatuto sobre o título lê-se:
1. O mais alto grau de distinção — o título de "Cidade-Herói" — é concedido a cidades da União Soviética cujos trabalhadores demonstraram heroísmo e coragem em massa na defesa da Pátria durante a Grande Guerra Patriótica de 1941–1945.

<…>

3. À cidade distinguida com o mais alto grau de distinção — o título de "Cidade-Herói":

a) são concedidas a mais alta condecoração da URSS — a Ordem de Lenin — e a medalha "Estrela Dourada"; 

b) é emitido um Certificado do Presidium do Soviete Supremo da URSS.

<…>

6. Na bandeira da cidade distinguida com o mais alto grau de distinção — o título de "Cidade-Herói" — são representadas a Ordem de Lênin e a medalha "Estrela Dourada".

Na cidade distinguida com o mais alto grau de distinção — o título de "Cidade-Herói" — é instalado um obelisco com a representação da Ordem de Lênin, da medalha "Estrela Dourada" e com o texto do Decreto do Presidium do Soviete Supremo da URSS.— Estatuto sobre o mais alto grau de distinção — o título “Cidade Herói”(texto)
Outras cidades foram também outorgadas com o título: Moscou (1965), Kerch e Novorossiisk (1973), Minsk (1974), Tula (1976), Murmansk e Smolensk (1985).
Dos doze Cidades-Herói, os brasões de Volgogrado, Querche, Sebastopol, Smolensk e Odessa contêm a imagem da medalha "Estrela Dourada". A cidade de Tula apresenta a imagem da medalha em sua bandeira. Anteriormente, os brasões das cidades de Kiev, Leningrado e Novorossiisk também continham a medalha, mas com a modificação dos brasões, a imagem da "Estrela Dourada" foi removida.

Em 2015, por ocasião do 70º aniversário da Vitória na Grande Guerra Patriótica, foram entregues às Cidades-Herói, para guarda perpétua, Espadas da Vitória. Forjadas em Zlatoust, as espadas são revestidas com ouro da mais alta pureza, 999,9, e incrustadas com gemas dos Urais — granadas, simbolizando o sangue derramado, e topázios azuis, que são considerados símbolos da paz. As espadas têm 1,2 metro de comprimento e pesam mais de cinco quilos. Na lâmina, ornamentada com motivos vegetais, estão gravadas as célebres palavras atribuídas ao príncipe Alexandre Nevski: "Quem vier a nós com a espada, pela espada perecerá". Em 2022, espadas da vitória semelhantes foram entregues aos representantes das cidades de glória militar.